# باردل انترتینمنت
شرکت باردل انترتینمنت (به انگلیسی: Bardel Entertainment, Inc.)، یک استودیوی انیمیشن کانادایی است که در سال ۱۹۸۷ در ونکوورِ بریتیش کلمبیا، کانادا تاسیس شد. نام این استودیو از بنیانگذاران آن، بری وارد و همسرش دلنا بهسانیا گرفته شده است.
باردل در کسب، توسعه، تولید و توزیع برنامه‌نویسی انیمیشن شرکت دارد. این استودیو بیشتر به خاطر انیمیشن های ریک مورتی، لاکپشت‌های نینجا و تایتان‎‌ها به پیش! معروف است. در ۵ اکتبر ۲۰۱۵، باردل توسط شرکت رینبو، خریداری شد.